# Pancho Cossío
Francisco Gutiérrez Cossío (San Diego de los Baños, 20 de octubre de 1894-Alicante, 16 de enero de 1970), conocido como Pancho Cossío, fue un pintor español.

## Biografía

### Infancia
Nació en la isla de Cuba, hijo de padres españoles, Genaro Gutiérrez, almacenista de tabaco, que llegó a ser nombrado alcalde de Pinar del Río y, adelantándose a la legislación española del momento, abolió la esclavitud en su hacienda, y de Casimira Cossío y Mier. Poco después de nacer Pancho, estalló la guerra por la independencia de la isla en 1898, la región fue tomada por Quintín Banderas, guerrillero que se distinguía por su extrema crueldad con los españoles. Pero las medidas abolicionistas tomadas por Genaro Gutiérrez hacen que el guerrillero tenga la deferencia de facilitar la partida de la familia Gutiérrez-Cossío. La familia regresa a la península, a Renedo de Cabuérniga (Cantabria), de donde era originaria. El regreso a España se realizó en dos tandas, primero viajaron los hijos mayores; después, los padres con los cuatro hijos menores, entre ellos Pancho. 
Allí permanecieron hasta 1909, momento en que se trasladaron a la capital, Santander. El niño sufrió un accidente en una pierna, el que reduciéndole en lo futuro a prolongados reposos, determinaría, entre otras razones, su vocación por la pintura. A los trece años tomó lecciones de dibujo de Francisco Rivero. En 1914, decidido a ser pintor, se trasladó a Madrid, y por recomendación del abogado Gregorio Campuzano, ingresó en el taller de Cecilio Pla. En él permanecería hasta 1918, y recordaría siempre con gratitud las enseñanzas del viejo pintor. En 1919 tomó estudio en Madrid, en la calle de Fernando el Santo, y el año siguiente lo dejó transcurrir en Santander. Durante el bienio 1921-1922 se desinteresó de la pintura académica, no obstante comprender que en España le iba a ser difícil triunfar con ninguna otra. Así, en 1923 marchó a París con el escultor, también montañés, Daniel Alegre. El propio año envió un desnudo al Salón de los Independientes. La obra pasó inadvertida, pero Cossío logró venderla luego por 300 francos. En 1924 participó en el Salón de Otoño con otro desnudo, y esta vez sí atrae la atención de los críticos.

### Juventud
En 1925 ingresó en el grupo de pintores jóvenes españoles establecidos en París (Francisco Bores, Hernando Viñes, Ismael de la Serna) y fue naciendo su primer y personalísimo estilo. Desde la fundación, en 1926, de «Cahiers d'Art», el grupo, y sobre todo Cossío, contaron con el más prestigioso apoyo del momento. Tras realizar dos exposiciones (1928 y 1929) firmó un contrato de exclusiva con la Galerie de France, entidad que fracasó en 1931. En 1932, regresó a España, primero con vagos proyectos de trasladarse a Norteamérica, luego, lo que efectúa, con los de intervenir en política estatal. Se afilió a las JONS de Ramiro Ledesma Ramos y fundó la delegación de Santander. Su militancia fue siempre inquebrantable: tras el Decreto de Unificación se mantuvo del lado hedillista, acusando a los "movimentistas" de traidores a la causa nacionalsindicalista. De aquí que entre 1933 y 1940 la actividad pictórica del artista sea muy escasa. En 1944 expuso en Madrid, donde obtuvo un señalado éxito y luego de trabajar en silencio hasta 1948, comenzó su serie de soberbias exposiciones en Barcelona, Madrid y Santander. Concretamente, la de 1950 en el Museo de Arte Moderno de Madrid significó la consagración de Cossío. Es inútil continuar agregando noticia de más exhibiciones, aparte la obtención de la Medalla de Honor en la Exposición Nacional de Bellas Artes de 1962 y la sala especial a que fue invitado en igual certamen de 1966. Los últimos años, Cossío pasó la mayor parte de su tiempo en Ibiza y en la Albufereta, de Alicante en una especie de reclusión interior. Fallecido por una enfermedad respiratoria, su cuerpo reposa en el Panteón de Hombres Ilustres del cementerio de Ciriego.

## Obras

### Influencia biográfica en sus obras
Hasta aquí el accidente biográfico de Cossío, pudiera parecer en exceso detallado para quien no acertase a advertir en sus líneas la portentosa capacidad de renuncia, ruptura y vuelta a empezar del gran artista. Los cuadros de su primerísima época, vistos en Santander (en su casa familiar y en el Ateneo), composiciones a base de vivos colores, muy personales de concepto, hubieran podido constituir plenitud para otro cualquier pintor. Cossío renuncia a ella y la sustituye por la interesantísima pintura de la etapa de París, difícil de definir, como no sea hablando de un poscubismo curvilíneo, sin ningún débito a Picasso, con más de uno respecto de Braque. En 1932, esta bella obra de mares, veleros, tormentas, copas, frutas y sombreros hongos, tenía ya su gloria asegurada con una sola condición: con la de que Cossío hubiera continuado en París. Pues bien, tira la gloria por la ventana y se vuelve a España. Todo lo anterior no le sirve de nada. Ha de volver a empezar. Y empieza, por ejemplo, con ese increíble retrato de su madre, de 1942, tan óptimo como si estuviera firmado por Rembrandt; o con el Bodegón de las porcelanas, de 1945, con un lujo de calidades ya casi inverosímil en nuestra era. Ambos cuadros comienzan a guiarnos por las predilecciones genéricas de Cossío, que son, aparte de las dos enormes composiciones religiosas en la iglesia de los carmelitas de la plaza de España, de Madrid, el retrato, la marina y la naturaleza muerta. O, para ser más exactos: retratos como apariciones, marinas habitualmente unidas a una sensación de desastre, y naturalezas vivas o muertas que, aun integrándose con tan sólo un recipiente de cristal y una breva, y tanto mejor cuanto mayor sea la cantidad de elementos reunidos, exhalarán un general destello de geometría dominada, de suculencia misteriosa, de sabores fríos, helados, distinguidos. O tanto dará que, en lugar de esas frutas habituales haya naipes franceses, o cualquier otra fruslería, porque la fruslería ascenderá inmediatamente en nobleza pictórica. Incluso cada firma de Cossío es, en su rigurosa ordenación, una naturaleza viva minúscula.

### Evolución
Ciertamente, los principios acabados de enunciar son los comunes a la obra de toda la etapa española de Cossío y no quiebran ante la progresiva sintetización y abreviatura de los años últimos, en, que todo se hace más fantasmal, con blancos más refulgentes. Con lo que acabamos de llegar al color y a la considerable responsabilidad cromática en el deleite de la pintura de Cossío. En primer lugar, vaya por delante la constatación de que éste jamás pintaba con colores preparados industrialmente, sino que se molía y cocinaba sus tierras con la misma honestidad primitiva de un maestro del siglo XVII. Tierras, generalmente, en las que los tonos dominantes son los blancos, los grises, los ocres, con toda una infinita cantidad de variantes. Finalmente, entra en juego la no definible brujería de Cossío, para dotar a sus superficies de unos lujosos fulgores, de unos prestigios viejísimos, de unas condiciones tan suntuosas y halagadoras a la vista que cada uno de sus cuadros, por recién pintado que esté, ya muestra apetencias museales, de obra maestra seiscentista con derecho a sitio en el Prado o en el Louvre.
Así, la semblanza general de Cossío (tan inhabitual, tan fuera de serie cual todo lo que a él toca) será tan complicada cual la que sigue: el gran pintor español novecentista que, partiendo del poscubismo y habiéndose acercado hasta a dos milímetros de la no figuración, ha realizado la pintura más hondamente tradicional conocida por el siglo XX.